# ESP32
ESP32 es la denominación de una familia de chips SoC de bajo coste y consumo de energía, con tecnología Wi-Fi y Bluetooth de modo dual integrada. El ESP32 emplea un microprocesador Tensilica Xtensa LX6 en sus variantes de simple y doble núcleo e incluye interruptores de antena, balun de radiofrecuencia, amplificador de potencia, amplificador receptor de bajo ruido, filtros, y módulos de administración de energía. El ESP32 fue creado y desarrollado por Espressif Systems y es fabricado por TSMC utilizando su proceso de 40 nm. Es un sucesor de otro SoC, el ESP8266.

## Características

Diagrama de funciones del ESP32.

Las características del ESP32 incluyen:
- Procesador:
  - CPU: microprocesador de 32-bit Xtensa LX6 de doble núcleo (o de un solo núcleo), operando a 160 o 240 MHz y rindiendo hasta 600 DMIPS
  - Coprocesador de ultra baja energía (ULP)
- Memoria: 520 KiB SRAM
- Conectividad inalámbrica:
  - Wi-Fi: 802.11 b/g/n
  - Bluetooth: v4.2 BR/EDR y BLE
- Interfaces periféricas:
  - 12-bit SAR ADC de hasta 18 canales
  - 2 × 8-bit DACs
  - 10 × sensores de tacto (sensores capacitivos GPIOs)
  - 4 × SPI
  - 2 × interfaces I²S
  - 2 × interfaces I²C
  - 3 × UART
  - Controlador host SD/SDIO/CE-ATA/MMC/eMMC
  - Controlador esclavo SDIO/SPI
  - Interfaz Ethernet MAC con DMA dedicado y soporte para el protocolo IEEE 1588 Precision Time Protocol
  - Bus CAN 2.0
  - Controlador remoto infrarrojo (TX/RX, hasta 8 canales)
  - Motor PWM
  - LED PWM (hasta 16 canales)
  - Sensor de efecto Hall
  - Preamplificador analógico de ultra baja potencia
- Seguridad:
  - Soporta todas las características de seguridad estándar de IEEE 802.11, incluyendo WFA, WPA/WPA2 y WAPI
  - Arranque seguro
  - Cifrado flash
  - 1024-bit OTP, hasta 768-bit para clientes
  - Criptografía acelerada por hardware: AES, SHA-2, RSA, criptografía de curva elíptica (ECC), generador de números aleatorios (RNG)
- Administración de energía:
  - Regulador interno de baja caída
  - Dominio de poder individual para RTC
  - Corriente de 5μA en modo de suspensión profundo
  - Despierta por interrupción de GPIO, temporizador, medidas de ADC, interrupción por sensor de tacto capacitivo

### almacenamiento incorporado
El ESP32 incluye la siguiente memoria integrada:
| Almacenamiento | Tamaño    |
| -------------- | --------- |
| SRAM           | 520 KiBit |
| Memoria flash  | 448 KiBit |
| NVRAM          | 16 KiBit  |

## Placas de circuito impreso

### Placas modulares de montaje en superficie
Las placas de circuito impreso (PCB) de montaje superficial basadas en ESP32 contienen directamente el SoC ESP32 y están diseñadas para integrarse fácilmente en otras placas de circuito. Para las antenas de trazas de PCB se utilizan diseños de antena de F invertida sinuosa. La traza de PCB es una vía conductora que conecta los componentes en la placa de circuito impreso, permitiendo la conexión entre ellos de señales eléctricas, alimentación y tierra.

### Desarrollo y otras placas
Las placas de desarrollo y de conexión amplían el cableado y pueden agregar funcionalidad, a menudo basándose en las placas de módulos ESP32 y haciéndolas más fáciles de usar para fines de desarrollo.